# Overdrive (musik)
 For alternative betydninger, se Overdrive. (Se også artikler, som begynder med Overdrive)
Overdrive (da. overstyring) er en måde at forandre lyd. Den benyttes typisk i forbindelse med el-guitarer i form af en effekt-pedal der tilsluttes før forstærkeren, eller som en indbygget funktion i forstærkeren. Brugen af effekten begyndte, da man opdagede, at rørforstærkere laver overdrive, når rørene overbelastes.
Overdrive i sin rene form uden effektpedaler, bruges stadig flittigt i kombinationen mellem Hammondorgel og Leslie. Denne sound udvikledes og perfektioneredes af Jon Lord fra rockbandet Deep Purple
Overdrive er mildere end distortion, og har en blødere lyd.

## Teknisk forklaring
Overdrive er i bund og grund en forstærkerkreds, som overstyres, der fra navnet Overdrive.
Når forstærkeren ikke er i stand til at arbejde med indgangsspændingen, skæres der i bunden og toppen af signalet, også kaldt clipping, det er dette som giver den karakteristiske lyd.
| Musik | Spire Denne musikartikel er en spire som bør udbygges. Du er velkommen til at hjælpe Wikipedia ved at udvide den. |